# Liste des membres de la 2e Chambre des communes d'Irlande du Nord
 (mai 2023).
Voici une liste des Membres du Parlement élus lors des élections générales de 1925 en Irlande du Nord. Les élections à la 2e Chambre des communes d'Irlande du Nord ont eu lieu le 3 avril 1925.
Tous les membres de la Chambre des communes d'Irlande du Nord élus aux élections générales de 1925 en Irlande du Nord sont répertoriés.
Sir James Craig, (plus tard vicomte Craigavon) a continué comme premier ministre après l'élection. Le parti nationaliste qui à terminé deuxième a mis fin à sa politique d'abstentionnisme et a pris ses sièges mais a refusé d'accepter le rôle d'opposition officielle.

## Membres
| Nom                          | Circonscription              | Parti | Parti            |
| ---------------------------- | ---------------------------- | ----- | ---------------- |
| Robert Anderson              | Londonderry                  |       | Ulster Unionist  |
| J. M. Andrews                | Down                         |       | Ulster Unionist  |
| Edward Archdale              | Fermanagh and Tyrone         |       | Ulster Unionist  |
| John Milne Barbour           | Antrim                       |       | Ulster Unionist  |
| Richard Dawson Bates         | Belfast East                 |       | Ulster Unionist  |
| Jack Beattie                 | Belfast East                 |       | NI Labour        |
| Richard Best                 | Armagh                       |       | Ulster Unionist  |
| Arthur Black                 | Belfast South                |       | Ulster Unionist  |
| Sir John Campbell            | Queens University of Belfast |       | Ulster Unionist  |
| Lloyd Campbell               | Belfast North                |       | Ulster Unionist  |
| Dehra Chichester             | Londonderry                  |       | Ulster Unionist  |
| John Henry Collins           | Armagh                       |       | Nationalist      |
| James Cooper                 | Fermanagh and Tyrone         |       | Ulster Unionist  |
| James Craig                  | Down                         |       | Ulster Unionist  |
| Robert Crawford              | Antrim                       |       | Ulster Unionist  |
| Joe Devlin                   | Belfast West                 |       | Nationalist      |
| Herbert Dixon                | Belfast East                 |       | Ulster Unionist  |
| Alex Donnelly                | Fermanagh and Tyrone         |       | Nationalist      |
| Eamon Donnelly               | Armagh                       |       | Republican       |
| Rowley Elliott               | Fermanagh and Tyrone         |       | Ulster Unionist  |
| John Fawcett Gordon          | Antrim                       |       | Ulster Unionist  |
| William Grant                | Belfast North                |       | Ulster Unionist  |
| James Woods Gyle             | Belfast East                 |       | Ind. Unionist    |
| George Boyle Hanna           | Antrim                       |       | Ulster Unionist  |
| Thomas Harbison              | Fermanagh and Tyrone         |       | Nationalist      |
| Cahir Healy                  | Fermanagh and Tyrone         |       | Nationalist      |
| George Henderson             | Antrim                       |       | Unbought Tenants |
| Tommy Henderson              | Belfast North                |       | Ind. Unionist    |
| Robert Johnstone             | Queens University of Belfast |       | Ulster Unionist  |
| Sam Kyle                     | Belfast North                |       | NI Labour        |
| Thomas Lavery                | Down                         |       | Ulster Unionist  |
| George Leeke                 | Londonderry                  |       | Nationalist      |
| Robert John Lynn             | Belfast West                 |       | Ulster Unionist  |
| Thomas Stanislaus McAllister | Antrim                       |       | Nationalist      |
| Robert McBride               | Down                         |       | Ulster Unionist  |
| Basil McGuckin               | Londonderry                  |       | Nationalist      |
| John McHugh                  | Fermanagh and Tyrone         |       | Nationalist      |
| Thomas McMullan              | Down                         |       | Ulster Unionist  |
| William McMullen             | Belfast West                 |       | NI Labour        |
| John Martin Mark             | Londonderry                  |       | Ulster Unionist  |
| William Miller               | Fermanagh and Tyrone         |       | Ulster Unionist  |
| Thomas Moles                 | Belfast South                |       | Ulster Unionist  |
| Hugh Morrison                | Queens University of Belfast |       | Ulster Unionist  |
| Harry Mulholland             | Down                         |       | Ulster Unionist  |
| Patrick O'Neill              | Down                         |       | Nationalist      |
| Robert William O'Neill       | Antrim                       |       | Ulster Unionist  |
| Hugh Pollock                 | Belfast South                |       | Ulster Unionist  |
| John Hanna Robb              | Queens University of Belfast |       | Ulster Unionist  |
| David Shillington            | Armagh                       |       | Ulster Unionist  |
| Éamon de Valera              | Down                         |       | Republican       |
| Philip James Woods           | Belfast South                |       | Ind. Unionist    |
| Philip James Woods           | Belfast West                 |       | Ind. Unionist    |

Changement